# Daniel Njenga
Daniel Njenga (7 mei 1976) is een Keniaanse langeafstandsloper, die in eerste instantie vooral op de 3000 m steeplechase furore maakte, maar zich nadien toelegde op de marathon.

## Loopbaan
In 2002 was zijn beste seizoenstijd 2:06.16, die hij liep tijdens de Chicago Marathon in 2002. Het was tevens de twee na beste tijd van dat seizoen. Slechts Khalid Khannouchi en Paul Tergat liepen sneller. Ook in de daaropvolgende vier jaren finishte hij altijd op het podium met een tijd onder de 2:08 (derde 2003 en 2005, tweede 2004 en 2006).
Op 14 maart 2006 liep Njenga de halve marathon van Sendai in 1:03.28.
Njenga woont in Japan en wordt gesponsord door het bedrijf Yakult.

## Titels
- Universitair kampioen 3000 m steeplechase - 1995
- Japans kampioen 3000 m steeplechase - 1994, 1997, 1998

## Persoonlijke records
Baan
| Onderdeel           | Prestatie | Datum        | Plaats   |
| ------------------- | --------- | ------------ | -------- |
| 10.000 m            | 27.51,83  | 3 mei 2002   | Shizuoka |
| 3000 m steeplechase | 8.19,21   | 12 juni 1994 | Tokio    |

Weg
| Onderdeel      | Prestatie | Datum           | Plaats    |
| -------------- | --------- | --------------- | --------- |
| 15 km          | 43.23     | 7 juli 2002     | Sapporo   |
| 20 km          | 58.29     | 13 maart 2005   | Yamaguchi |
| halve marathon | 1:00.39   | 21 januari 1996 | Tokio     |
| 25 km          | 1:13.58   | 10 oktober 2004 | Chicago   |
| 30 km          | 1:29.09   | 10 oktober 2004 | Chicago   |
| marathon       | 2:06.16   | 13 oktober 2002 | Chicago   |

## Palmares

### 3000 m steeplechase
- 1994:  Japanse kamp. - 8.19,21
- 1995:  Universiade - 8.27,03
- 1997:  Japanse kamp. - 8.30,50
- 1998:  Japanse kamp. - 8.32,14

### halve marathon
- 2006:  halve marathon van Sendai - 1:03.28

### marathon
- 1999: 4e marathon van Mombasa - 2:13.17
- 1999: 10e marathon van Fukuoka - 2:11.49
- 2001: 11e marathon van Fukuoka - 2:14.41
- 2002:  marathon van Beppu-Oita - 2:12.44
- 2002:  Chicago Marathon - 2:06.16
- 2003:  Chicago Marathon - 2:07.41
- 2004:  marathon van Tokio - 2:08.43
- 2004:  Chicago Marathon - 2:07.44
- 2005:  Chicago Marathon - 2:07.14
- 2005: 15e Londen Marathon - 2:15.25
- 2006:  Chicago Marathon - 2:07.40
- 2007:  marathon van Tokio - 2:09.45
- 2007:  Chicago Marathon - 2:12.45
- 2008: 9e Chicago Marathon - 2:17.33
- 2008:  marathon van Toronto - 2:29.00
- 2009:  marathon van Hokkaido - 2:12.24
- 2010:  marathon van Beppu-Oita - 2:10.56
- 2011:  marathon van Beppu-Oita - 2:10.24